# Janus Braspennincx
Adrianus Jacobus "Janus" Braspennincx (ur. 5 marca 1903 w Zundert, zm. 7 stycznia 1977 w Bredzie) – holenderski kolarz torowy i szosowy, srebrny medalista olimpijski.

## Kariera
Największy sukces w karierze Janus Braspennincx osiągnął w 1928 roku, kiedy wspólnie z Janem Maasem, Janem Pijnenburgiem, Pietem van der Horstem i Gerardem Boschem van Drakesteinem zdobył srebrny medal w drużynowym wyścigu na dochodzenie podczas igrzysk olimpijskich w Amsterdamie. Był to jedyny medal wywalczony przez Braspennincxa na międzynarodowej imprezie tej rangi. Na tych samych igrzyskach wystartował również w indywidualnej jeździe na czas na szosie, kończąc rywalizację na 27. pozycji. W drużynowej jeździe na czas Holendrzy z Braspennincxem w składzie zajęli dziewiąte miejsce. Ponadto w latach 1930 i 1937 zdobywał mistrzostwo kraju w wyścigu ze startu wspólnego, a w 1927 roku zajął drugie miejsce w klasyfikacji generalnej Ronde van Nederland. Nigdy jednak nie zdobył medalu na szosowych ani torowych mistrzostwach świata.
Pochodził z kolarskiej rodziny, jego ojciec, brat, syn, wuj i trzech kuzynów również byli kolarzami.